# Jagannath Mishra
Jagannath Mishra (Hindi जगन्नाथ मिश्र; * 24. Juni 1937 in Bihar, Britisch-Indien; † 19. August 2019 in Delhi) war ein indischer Politiker des Indischen Nationalkongresses (INC), der dreimal Chief Minister von Bihar, Mitglied der Rajya Sabha sowie Minister verschiedener Ressorts im Kabinett Rao war.

## Leben
Jagannath Mishra, Sohn von Rabinandan Mishra, ist ein Bruder von Lalit Narayan Mishra, der unter anderem zwischen 1973 und 1975 im Kabinett Indira Gandhi II Eisenbahnminister Indiens war. Er selbst absolvierte zunächst ein grundständiges Studium, das er mit einem Bachelor of Arts (B.A. Hons.) abschloss. Ein darauf folgendes postgraduales Studium der Wirtschaftswissenschaften schloss er mit einem Master of Arts (M.A. Economics) ab und erwarb zudem einen Doctor of Philosophy im Fach Öffentliche Finanzen (Ph.D. Public Finance). Er war als Professor für Wirtschaftswissenschaften an der Babasaheb Bhimrao Ambedkar Bihar University tätig und verfasste daneben zahlreiche Fachaufsätze und Fachbücher.
Ende der 1960er Jahre begann er seine politische Laufbahn für den Indischen Nationalkongresses (INC) und war zunächst Mitglied des Legislativrates (Vidhan Parishad) von Bihar, des Oberhauses des Parlaments dieses Bundesstaates. Im Anschluss war er zwischen 1972 und 1988 erstmals Mitglied der Legislativversammlung (Vidhan Sabha), des Unterhauses von Bihar. Zugleich wurde er als Leader of the Opposition Oppositionsführer in der Legislativversammlung. Als Nachfolger von Abdul Ghafoor wurde er am 11. April 1975 erstmals Chief Minister von Bihar und bekleidete dieses Amt bis zum 29. April 1977. Daraufhin kam es zunächst zu einer Präsidialverwaltung (President’s rule), ehe am 24. Juni 1977 Karpoori Thakur von der Janata Party neuer Chief Minister wurde. Er selbst wurde daraufhin erneut Oppositionsführer in der Legislativversammlung. Nach einer neuerlichen President’s rule wurde er am 8. Juni 1980 zum zweiten Mal Chief Minister von Bihar und löste damit formell Ram Sundar Das von der Janata Party ab, der das Amt bis zum 16. Februar 1980 bekleidet hatte. Er hatte das Amt des Chief Minister bis zum 13. August 1983 inne und wurde danach von seinem Parteifreund Chandra Shekhar Singh abgelöst.
Am 3. April 1988 wurde Mishra erstmals Mitglied der Rajya Sabha, des Oberhauses des indischen Parlaments (Bhāratīya saṃsad), dem er zunächst bis zum 16. März 1990 angehörte. Am 6. Dezember 1989 übernahm er von seinem Parteifreund Satyendra Narayan Sinha zum dritten Mal das Amt als Chief Minister von Bihar und übte dieses Amt bis zum 9. März 1990 aus, woraufhin Lalu Prasad Yadav von der Janata Dal seine Nachfolge antrat. Er war damit der letzte Chief Minister von Bihar, der vom Indischen Nationalkongress gestellt wurde.
Am 3. April 1990 wurde er erneut Mitglied der Rajya Sabha und gehörte dieser nunmehr weitere sechs Jahre lang bis zum 2. April 2000 an. Er fungierte im Kabinett Rao vom 10. Juni 1995 bis zum 15. Mai 1996 als Beschäftigungsminister sowie zugleich als Minister für ländliche Entwicklung und übernahm zudem von Balram Jakhar am 8. Februar in Personalunion auch das Amt als Landwirtschaftsminister, welches er ebenfalls bis zum 15. Mai 1996 innehatte. Er verließ später den Indischen Nationalkongress und trat danach zunächst der Nationalist Congress Party (NCP) sowie später der Janata Dal (United) (JD(U)) bei.
Aus seiner Ehe mit Veena Mishra gingen drei Söhne und drei Töchter hervor, darunter sein Sohn Nitish Mishra, der Minister in der Staatsregierung von Bihar unter Chief Minister Nitish Kumar war.